# Lunde (Varde)
Lunde is een plaats in de Deense regio Zuid-Denemarken, gemeente Varde. De plaats telt 442 inwoners (2008). Het dorp ligt aan de spoorlijn Varde - Nørre Nebel.